# Axel och Sofia Alms stiftelse

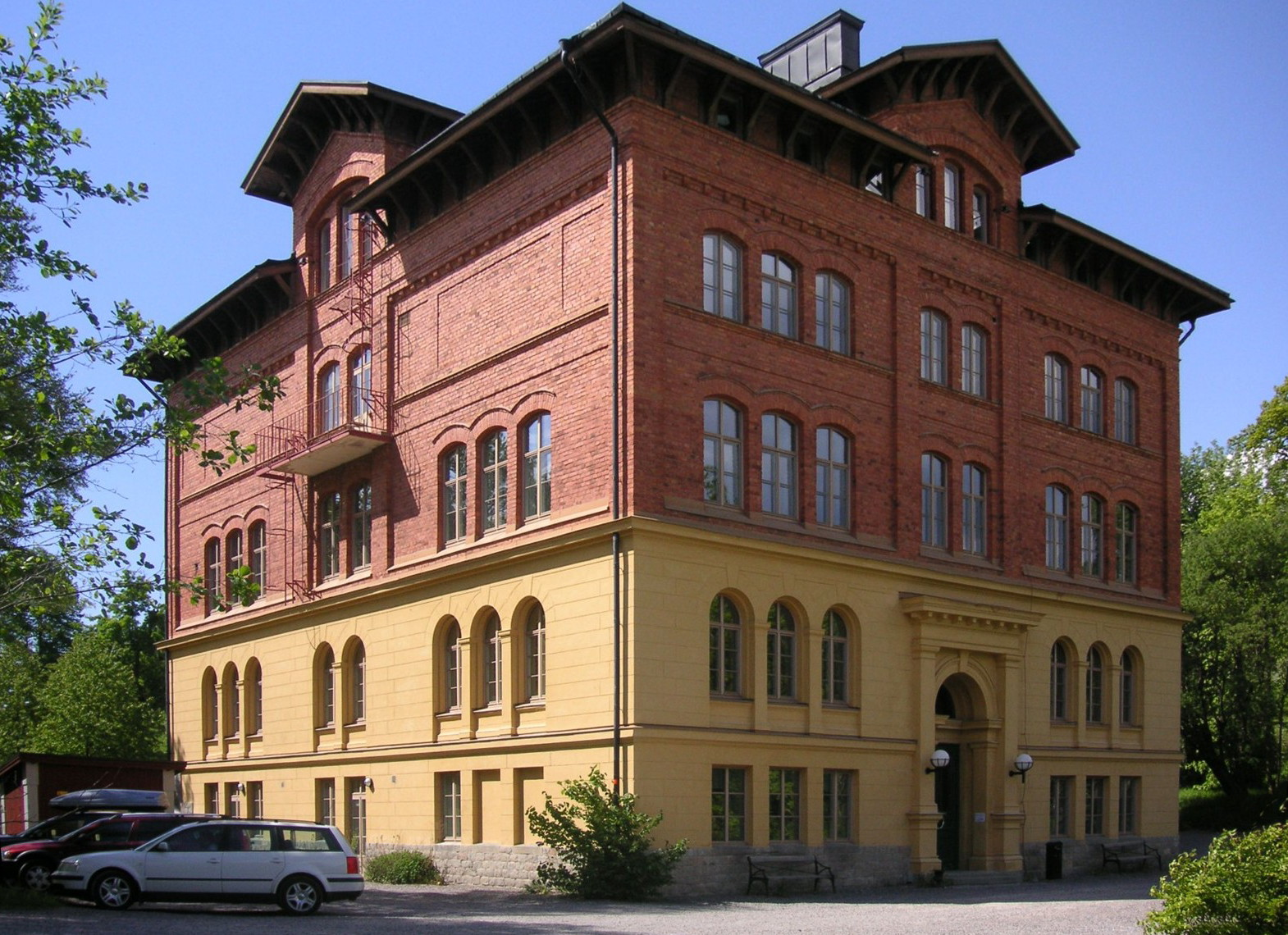
Före detta skolbyggnaden Rådan, 2008.

Axel och Sofia Alms stiftelse är en stiftelse som bildades den 20 oktober 1874 av Sofia Alm till minne av hennes make Axel Alm,  som var en av 1850- och 1860-talens mest framgångsrika byggmästare i Stockholm. Stiftelsen delar ut stipendier till behövande unga människor som studerar vid gymnasium eller som bedriver motsvarande folkhögskolestudier. Stipendium från stiftelsen utdelades första gången 1950. Under de senaste åren har stipendier utbetalats till omkring 600 ungdomar årligen med sammanlagt ca 2 500 000 kr per år.

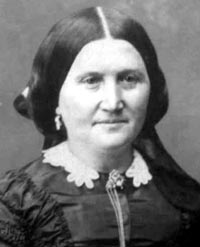
Sofia Alm.

Axel Alm avled år 1872 och efterlämnande en stor förmögenhet och efter Sofia Alms död 1875 fanns omkring 527 000 kr kvar. Några bröstarvingar existerade inte eftersom makarnas enda barn dog i späd ålder och Sofia Alms arv blev  en donation  till bildandet av Axel och Sofia Alms stiftelse.
I hennes testament heter det bland annat: 
| ” | ”I hågkomst av vad min salig man någon gång yttrade därom, att vi, i saknad av egna bröstarvingar, kunde använda en del av vår förmögenhet till gagn för andras barn, är min önskan att i min salig mans, Axel Alms, och mitt namn grundlägga en stiftelse, i ändamål att åt fader- och moderlösa samt andra barn, som i saknad av omvårdnad äro i fara att gå förlorade, bereda kristlig uppfostran och god handledning i ändamål att dana dem till dugliga och redbara människor.” | „ |

 Barnverksamheten började  med inköpet av egendomen Rådan vid Edsviken i Spånga socken. Här öppnades Rådans barnhem och internatskola  i oktober 1886. År 1890 inrymdes verksamheten i en kasernliknande nybyggnad i rött fasadtegel, uppfört efter ritningar av arkitekt Axel Kumlien. Flickor mellan 5 och 8 år togs om hand på internatskolan och skulle enligt stadgarna stanna kvar till fyllda 18 år.
År 1944 såldes egendomen till staten och barnhemsverksamhet upphörde 1946. Stiftelsen omvandlades då till en penningstiftelse, som i enlighet med sina nu gällande stadgar har till ändamål att utdela stipendier till studerande ungdom vid gymnasieskolor samt för motsvarande folkhögskolestudier. Kapitalet är placerat dels i aktier och obligationer, dels i fastigheter i Stockholm.